# Declaración y Programa de Acción de Viena
La Declaración y Programa de Acción de Viena fue una declaración para reforzar la Declaración Universal de los Derechos Humanos y la Carta de las Naciones Unidas realizada en la ciudad austriaca de Viena en 1993. Supuso la creación del Alto Comisionado de las Naciones Unidas para los Derechos Humanos. Fue adoptada por la Conferencia Mundial de Derechos Humanos el 25 de junio de 1993.

## Contenido
El principio fundamental es que "todos los derechos humanos son universales, indivisibles e interdependientes y están relacionados entre sí." (Parte I párrafo 5) Esto significa que la comunidad internacional debe tratar todos los asuntos sobre derechos humanos de forma igualitaria y con la misma importancia, sin excepciones. Esta fase es citada también por la Declaración de Montreal, los Principios de Yogyakarta y la Convención sobre los Derechos de las Personas con Discapacidad.
Esta Declaración tiene por objeto la plena realización de todos los derechos humanos; derechos económicos, sociales y culturales y derechos civiles y políticos, y las libertades sin ningún tipo de discriminación, como el racismo, la xenofobia (hacia inmigrante, indígenas, minorías étnicas u otros grupos); reafirmando también los derechos humanos de mujeres, niños y personas con discapacidad.
Para cumplir con tales derechos humanos, la Declaración exige a todos los países ratificar plenamente todos los tratados sobre derechos humanos en la medida de lo posible y garantizar un sistema jurídico eficaz para castigar las violaciones de dichos derechos.
Afirma también el valor universal de los derechos humanos, de la libertad y de la democracia. Insiste en la necesidad de una intensa cooperación internacional para combatir actividades como el terrorismo, el tráfico de drogas o el contrabando.
Remarca igualmente el derecho al desarrollo de los países en desarrollo, especialmente de los países más pobres de África, precisando que el subdesarrollo no es justificación para la violación de los derechos humanos.
Termina haciendo un llamamiento a los estados que no reconocen los Convenios de Ginebra para que tomen las medidas necesarias que garanticen la observancia de los derechos humanos.